# Никитовка (Луганская область)
Ники́товка (укр. Микитівка) — село, относится к Антрацитовскому району Луганской области Украины. Под контролем самопровозглашённой Луганской Народной Республики.

## География
Соседние населённые пункты: город Петровское на юге, посёлки Штеровка на юго-востоке, Солнечное на востоке, сёла Елизаветовка и Малая Юрьевка на северо-востоке, Анновка на севере, Баштевич, посёлки Селезнёвка на северо-западе, Широкий, Вергулёвское, село Уткино на западе, посёлки Фёдоровка и Буткевич на юго-западе.

## Население
Население по переписи 2001 года составляло 285 человек.

## Общие сведения
Почтовый индекс — 94640. Телефонный код — 6431. Занимает площадь 0,958 км². Код КОАТУУ — 4420384401.

## Местный совет
94640, Луганская обл., Антрацитовский р-н, с. Никитовка, ул. Центральная